# Білоскірка
Білоскі́рка — село в Україні, у Великогаївській сільській громаді Тернопільського району Тернопільської області.  До 2015 року підпорядковане Грабовецькій сільраді. Від вересня 2015 року ввійшло у склад Великогаївської сільської громади. Розташоване на лівому березі річки Гнізна, в центрі району. Населення — 373 особи (2003).

## Історія
Перша писемна згадка — 1650, у контексті «присяги селян Теребовельської землі про спустошіннє сіл. 3 лютого — 11 марта н. ст. 1650»
В кінці 19 століття були фільварок, який належав О. Созанському, корчма, млин. Діяли читальня «Просвіти» (від 1913), кредитна спілка, 2-класна школа.
1 серпня 1934 року в рамках реформи на підставі нового закону про самоуправління (23 березня 1933 року) увійшло до нової сільської гміни Баворів (Тернопільський повіт Тернопільського воєводства).
12 червня 2020 року, відповідно до розпорядження Кабінету Міністрів України № 724-р «Про визначення адміністративних центрів та затвердження територій територіальних громад Тернопільської області» увійшло до складу Великогаївської сільської громади.
19 липня 2020 року, в результаті адміністративно-територіальної реформи та ліквідації Тернопільського району, село увійшло до складу новоутвореного Тернопільського району.

## Населення
За переписом населення України 2001 року в селі мешкала 371 особа. 100 % населення вказало своєю рідною мовою українську мову.

## Релігія
У селі є парафія Христа Чоловіколюбця УГКЦ, що підпорядкована Великобірківському деканату Тернопільсько-Зборівської архієпархії Тернопільсько-Зборівської митрополії. До парафії також належать каплиця Непорочного Зачаття Пречистої Діви Марії, розташована в центрі села.
У 2012 році усі мешканці села — 315 осіб — були вірянами УГКЦ.

## Пам'ятки
Є церква Христа Чоловіколюбця (Серця Христового; 1994; архітектор В. Скочиляс).
Встановлено хрест при в'їзді в село (1898), споруджена капличка на честь місцевої громади (відновлена 1999).

## Соціальна сфера
Діють загальноосвітня школа І ступеня, клуб, бібліотека, ФАП, крамниця.

## Відомі люди

### Народилися
- Василь  Деревляний (нар. 1962) — громадсько-політичний діяч, Народний депутат України 5-го (2006—2007), 6-го, (2007—2012) 7-го (2012—2014) скликань.
- Ярослав Стоцький (нар. 1957) — український історик, релігієзнавець, журналіст, літератор, громадський діяч, видав про село книжку «Білоскірки спалена сльоза». (Тернопіль, 2002).

## Галерея

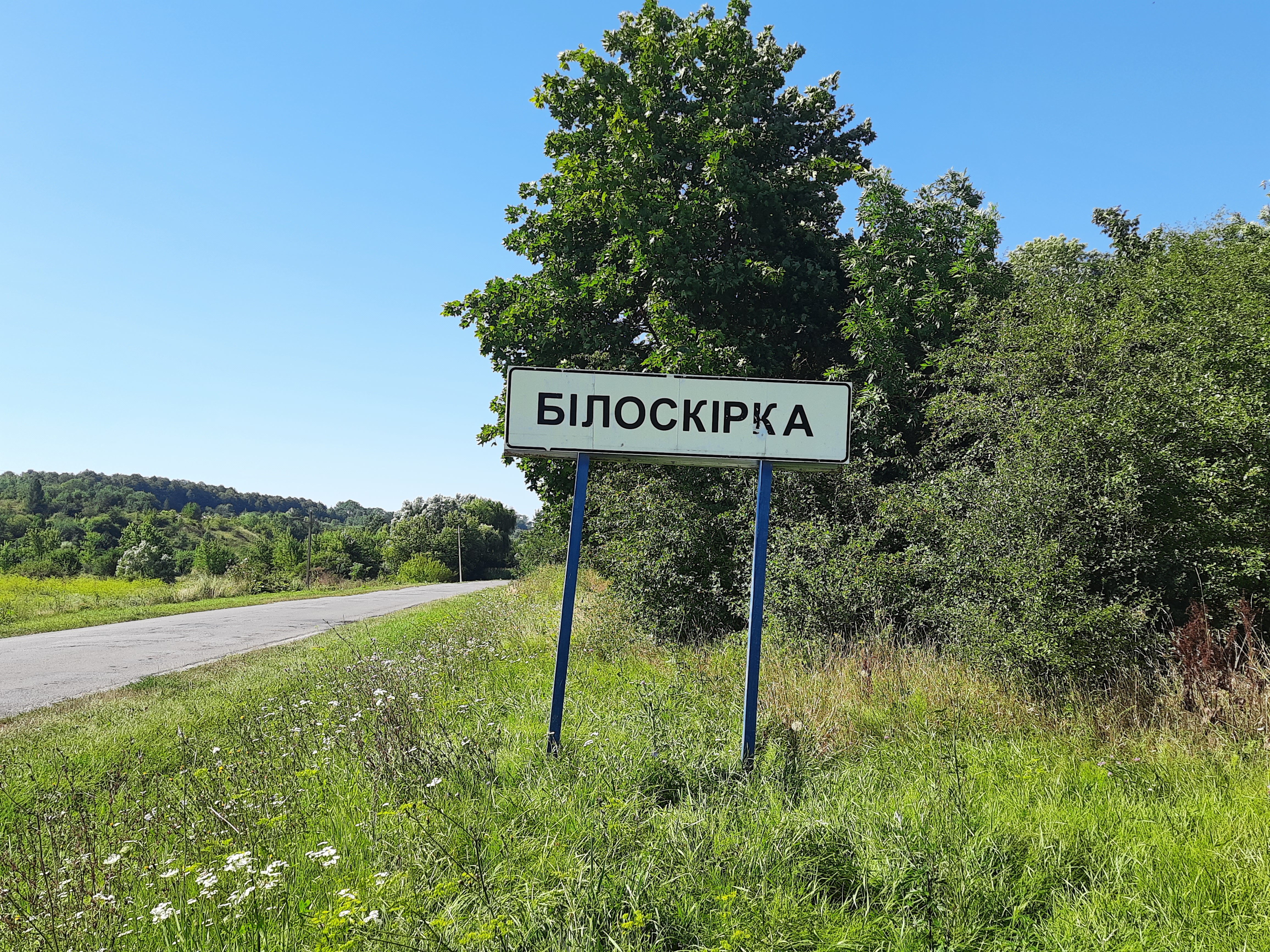
Дорожній знак при в'їзді в село
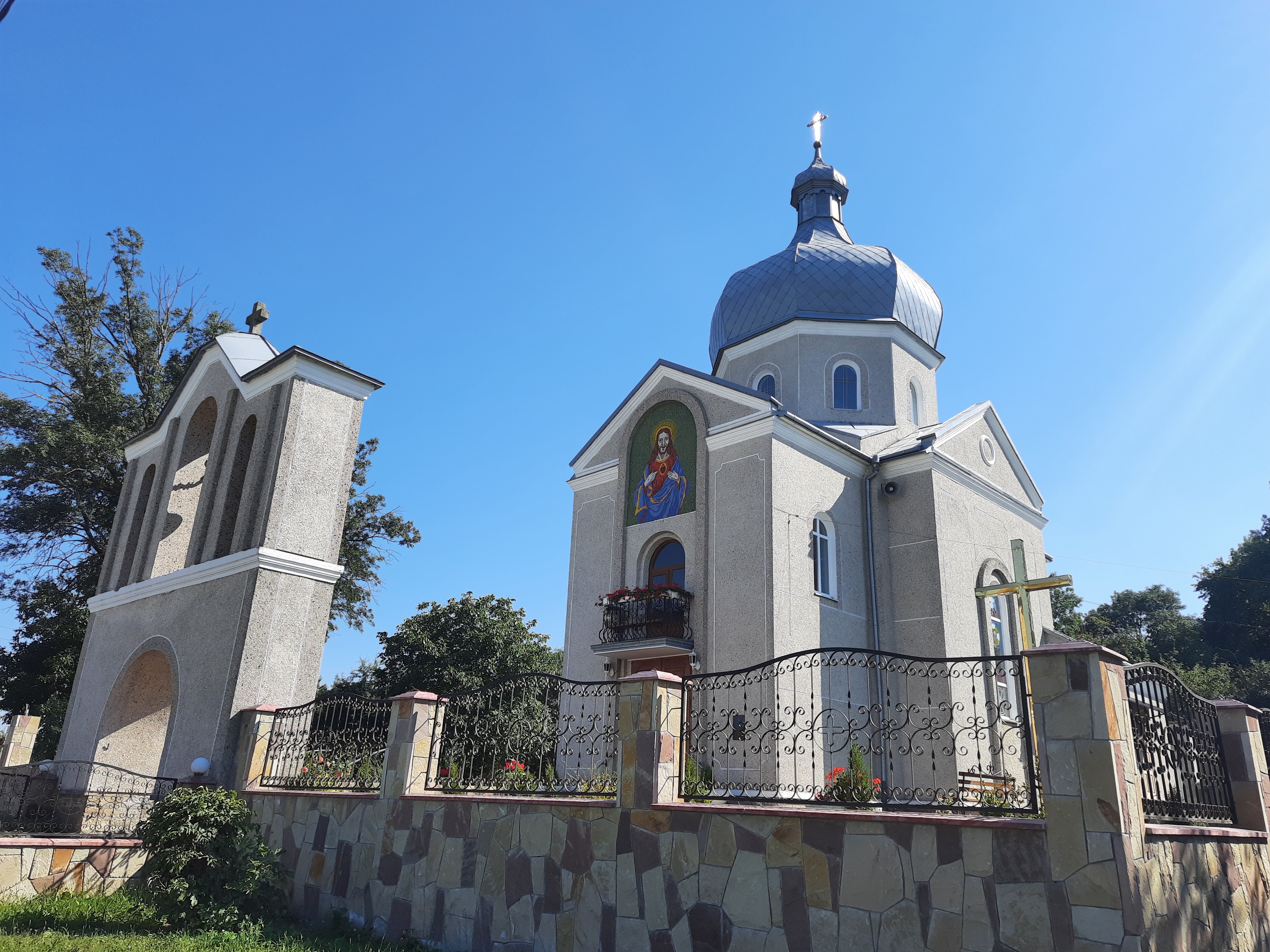
Церква Христа Чоловіколюбця
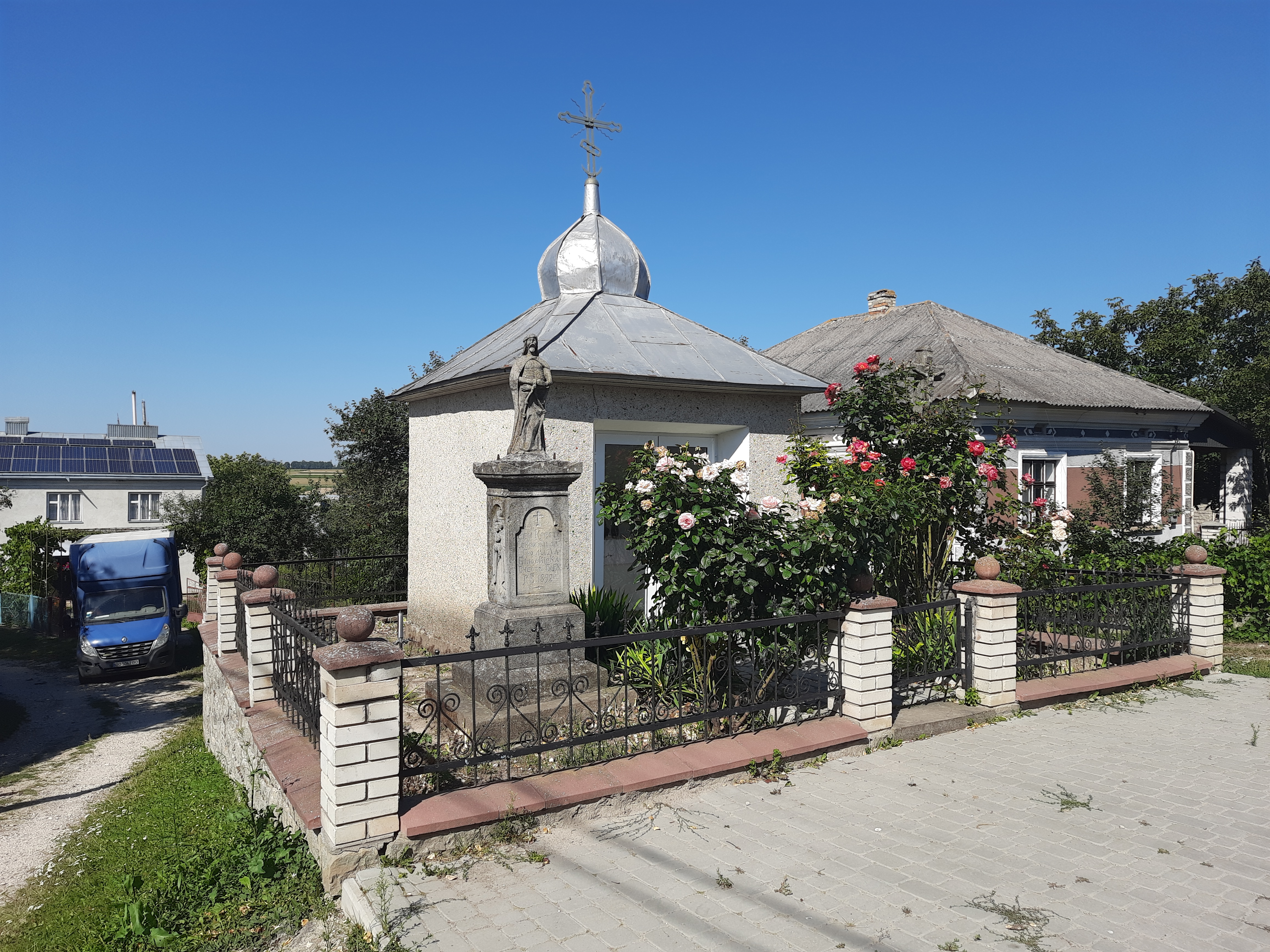
Капличка
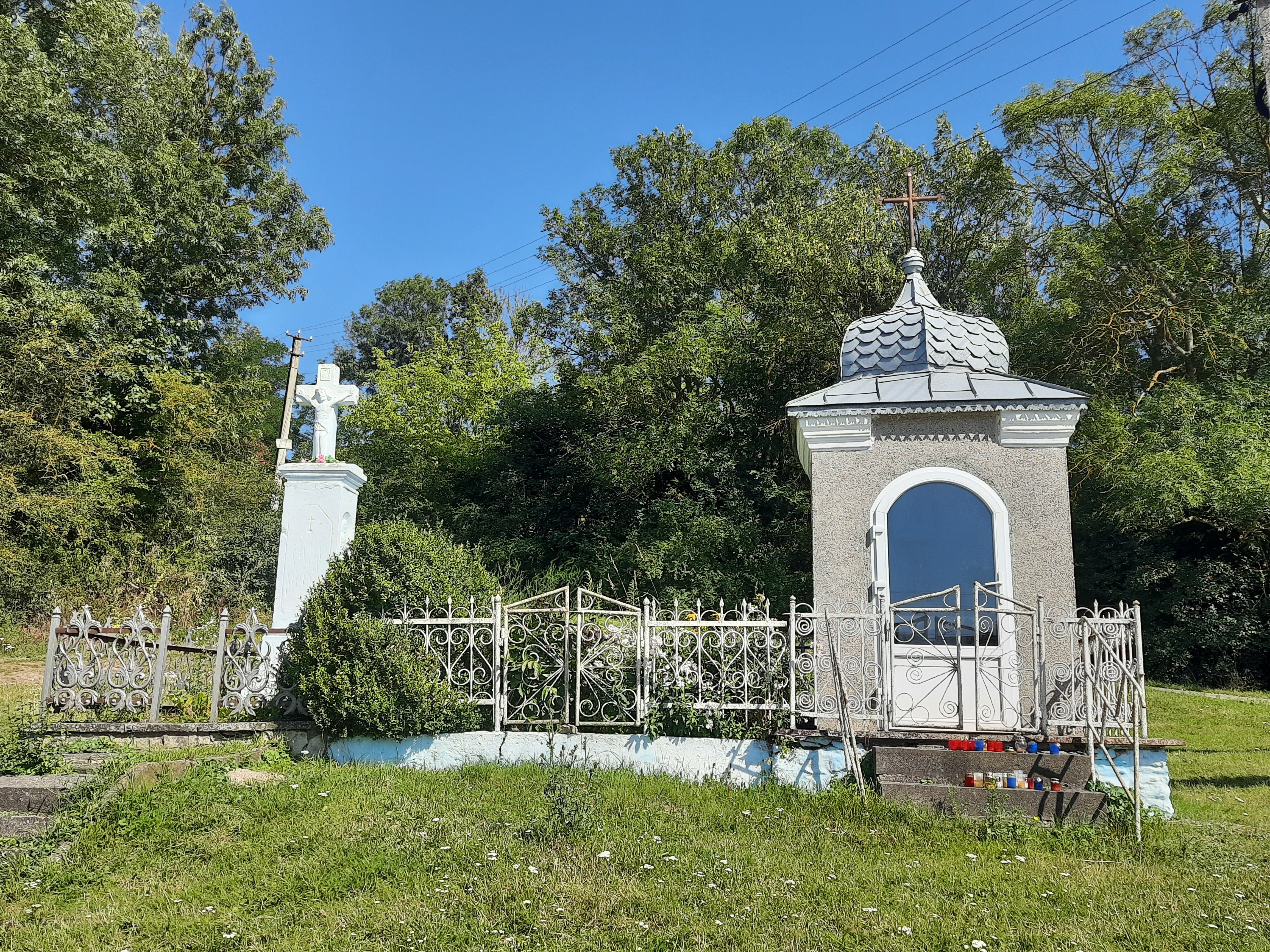
Капличка
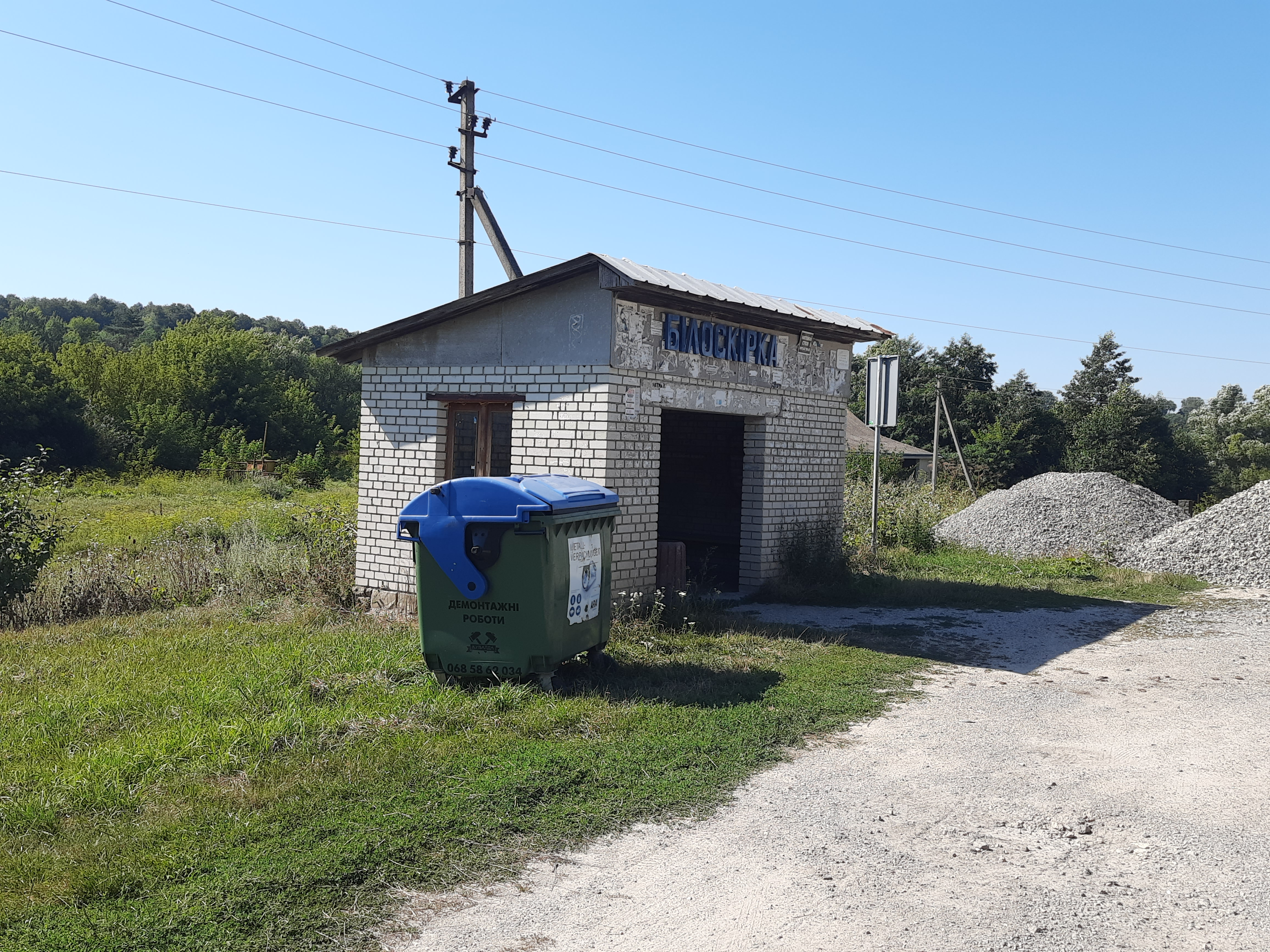
Автобусна зупинка